# Limalonges
Limalonges és un municipi francès situat al departament de Deux-Sèvres i a la regió de la Nova Aquitània. L'any 2007 tenia 879 habitants.

## Demografia

### Població
El 2007 la població de fet de Limalonges era de 879 persones. Hi havia 343 famílies de les quals 90 eren unipersonals (37 homes vivint sols i 53 dones vivint soles), 138 parelles sense fills, 86 parelles amb fills i 29 famílies monoparentals amb fills.
La població ha evolucionat segons el següent gràfic:
Habitants censats

### Habitatges
El 2007 hi havia 479 habitatges, 350 eren l'habitatge principal de la família, 78 eren segones residències i 51 estaven desocupats. 478 eren cases i 1 era un apartament. Dels 350 habitatges principals, 307 estaven ocupats pels seus propietaris, 38 estaven llogats i ocupats pels llogaters i 5 estaven cedits a títol gratuït; 2 tenien una cambra, 19 en tenien dues, 45 en tenien tres, 106 en tenien quatre i 178 en tenien cinc o més. 288 habitatges disposaven pel capbaix d'una plaça de pàrquing. A 181 habitatges hi havia un automòbil i a 129 n'hi havia dos o més.

### Piràmide de població
La piràmide de població per edats i sexe el 2009 era:
| Homes | Edats   | Dones |
| ----- | ------- | ----- |
| 0     | 95 o +  | 12    |
| 8     | 90 a 94 | 20    |
| 8     | 85 a 89 | 24    |
| 4     | 80 a 84 | 8     |
| 16    | 75 a 79 | 60    |
| 44    | 70 a 74 | 24    |
| 32    | 65 a 69 | 28    |
| 12    | 60 a 64 | 12    |
| 12    | 55 a 59 | 24    |
| 16    | 50 a 54 | 8     |
| 24    | 45 a 49 | 24    |
| 24    | 40 a 44 | 28    |
| 12    | 35 a 39 | 16    |
| 44    | 30 a 34 | 16    |
| 28    | 25 a 29 | 32    |
| 8     | 20 a 24 | 8     |
| 16    | 15 a 19 | 20    |
| 12    | 10 a 14 | 16    |
| 20    | 5 a 9   | 24    |
| 16    | 0 a 4   | 20    |

## Economia
El 2007 la població en edat de treballar era de 438 persones, 296 eren actives i 142 eren inactives. De les 296 persones actives 258 estaven ocupades (158 homes i 100 dones) i 38 estaven aturades (18 homes i 20 dones). De les 142 persones inactives 65 estaven jubilades, 22 estaven estudiant i 55 estaven classificades com a «altres inactius».

### Ingressos
El 2009 a Limalonges hi havia 349 unitats fiscals que integraven 786,5 persones, la mediana anual d'ingressos fiscals per persona era de 14.343 €.

### Activitats econòmiques
Dels 42 establiments que hi havia el 2007, 1 era d'una empresa extractiva, 3 d'empreses alimentàries, 2 d'empreses de fabricació d'altres productes industrials, 12 d'empreses de construcció, 7 d'empreses de comerç i reparació d'automòbils, 2 d'empreses de transport, 4 d'empreses d'hostatgeria i restauració, 2 d'empreses immobiliàries, 4 d'empreses de serveis, 3 d'entitats de l'administració pública i 2 d'empreses classificades com a «altres activitats de serveis».
Dels 14 establiments de servei als particulars que hi havia el 2009, 1 era un taller de reparació d'automòbils i de material agrícola, 1 autoescola, 3 paletes, 1 fusteria, 1 lampisteria, 4 electricistes, 1 perruqueria i 2 restaurants.
Els 3 establiments comercials que hi havia el 2009 eren fleques.
L'any 2000 a Limalonges hi havia 31 explotacions agrícoles que ocupaven un total de 994 hectàrees.

## Equipaments sanitaris i escolars
El 2009 hi havia una escola elemental.

## Poblacions més properes
El següent diagrama mostra les poblacions més properes.